# Droga wojewódzka 762
Die Droga wojewódzka 762 (DW 762) ist eine 55 Kilometer lange Droga wojewódzka (Woiwodschaftsstraße) in der polnischen Woiwodschaft Heiligkreuz, die Kielce mit Małogoszcz verbindet. Die Strecke liegt in der kreisfreien Stadt Kielce, im Powiat Kielecki und im Powiat Jędrzejowski.

## Streckenverlauf
Woiwodschaft Heiligkreuz, Kreisfreie Stadt Kielce
-  Kielce (S 7, S 74, DK 73, DK 74, DW 745, DW 761, DW 764, DW 786)

Woiwodschaft Heiligkreuz, Powiat Kielecki
- Zagrody
- Nowiny
-  Chęciny (S 7, DK 7, DW 763)
- Korzecko
- Jedlnica

Woiwodschaft Heiligkreuz, Powiat Jędrzejowski
- Bocheniec
-  Małogoszcz (DW 728)